# Calamus bousigonii
Calamus bousigonii är en enhjärtbladig växtart som beskrevs av Odoardo Beccari. Calamus bousigonii ingår i släktet Calamus och familjen Arecaceae.

## Underarter
Arten delas in i följande underarter:
- C. b. bousigonii
- C. b. smitinandii